# Почему Уэйко?
Почему Уэйко?: Культы и битва за религиозную свободу в Америке (англ. Why Waco?: Cults and the Battle for Religious Freedom in America) — документальная книга 1995 года, написанная Джеймсом Д. Тейбором и Юджином В. Галлахером об осаде в Уэйко и антикультовом движении в Америке. Она была опубликована издательством Калифорнийского университета. То же издательство переиздало её в 1997 году в мягкой обложке. В приложении к книге содержится незаконченная рукопись, написанная Дэвидом Корешем, лидером Ветви Давидовой, о Семи печатях в Книге Откровения. Приложение содержит предисловие, написанное Тейбором и Дж. Филлипом Арнольдом. Рукопись была получена от пережившей пожар Рут Риддл. На последних страницах книги представлен список членов секты «Ветвь Давидова», погибших во время рейда 28 февраля 1993 года, пожара 19 апреля 1993 года и выживших.
По словам Дэвида Эдвина Харрелла, Тейбор и Галлахер в своей книге утверждают, что Бюро по контролю за оборотом алкоголя, табака и огнестрельного оружия, Федеральное бюро расследований и другие федеральные агентства не смогли должным образом оценить ситуацию и реализовали «жёсткий» план, разработанный «экспертами, которые, по словам [Тейбора и Галлахера], не были заинтересованы в религиозных нюансах ситуации и не знали их».

## Критика
Билл Пиекарски из Library Journal назвал книгу «трезвой» и «отрезвляющей» и рекомендовал её для академических и церковных библиотек. Рецензент Publishers Weekly считает, что авторы приводят «убедительные доводы в пользу того, что конфронтации можно было избежать и разрешить её мирным путём».
Билл Питтс из Journal of Church and State называет книгу «желанным томом» и «хорошо аргументированной атакой на предрассудки в отношении новых религиозных движений». Кэтрин Вессингер из Nova Religio считает, что Тейбор и Галлахер преподносят «лучшее представление учений и толкований Библии Дэвида Кореша». Она хвалит Тейбора и Галлахера за то, что они избегают «демонизации отступника Ветви Давидовой Марка Бреолта, который сыграл важную роль в формировании того, как агенты [Бюро по контролю за оборотом алкоголя, табака и огнестрельного оружия (ATF)] и [Федерального бюро расследований (ФБР)] относились к Корешу и Давидианам». Джейкоб Саллум из Reason написал, что книга «красноречиво и убедительно» доказывает их тезис.
Лео П. Рибуффо из The Christian Century сказал, что книга может быть полезна даже тем, кто согласен с её тезисом. Рибуффо хвалит книгу за «хорошее введение» в историю Кореша и секты «Ветвь Давидова», но критикует её сосредоточенность на ATF и игнорирование ФБР этой группы как культа. Стюарт А. Райт из CrossCurrents назвал книгу «подробным описанием событий» до осады и похвалил её как «похвальную попытку» описать осаду в Уэйко в более широком американском религиозном контексте, особенно с учётом антикультового движения.
Дин М. Келли из «Journal for the Scientific Study of Religion», сравнивая эту книгу с другими книгами об осаде в Уэйко, отметил, что в книге уделено мало места самому событию и больше внимания намерениям, убеждениям действующих лиц и т. д. Дэвид Эдвин Харрелл из «The Journal of American History» написал, что книга «обеспечила необходимый баланс между лавиной сенсационной журналистики об Уэйко и порой пугающей тактикой борцов с культами». Он похвалил авторов за то, что они сосредоточились на «конституционных вопросах, поднятых рейдом в Уэйко в частности и уничтожением культов в целом», но критикует их характеристику Кореша, которая «не делает его ни умным, ни набожным». Мэри Кэрролл в Booklist называет книгу «полезным, но далёким от сбалансированного представления» Кореша и «Ветви Давидовой».
Чарльз Х. Липпи из Journal of American Studies сравнил эту работу с книгой Марка С. Хэмма «Апокалипсис в Оклахоме: месть за Уэйко и Руби-Ридж», в которой документируются и анализируются действия правоохранительных органов в отношении активистов движения «Ветвь Давидова» и «Христианской идентичности», которые выступали за власть и независимость белых и проживали в Руби-Ридже, штат Айдахо. Он также отметил, что Тейбор и Галлахер увидели «символическое измерение» осады Уэйко: она символизирует то, как «непонимание динамики зарождающихся религий становится нападением на религиозную свободу». Джим Бенчивенга из Christian Science Monitor написал, что обсуждение культов в книге «выходит за рамки» проходивших в то время слушаний в Конгрессе по осаде в Уэйко.